# Ranatrinae
Ranatrinae – podrodzina pluskwiaków różnoskrzydłych z infrarzędu Nepomorpha i rodziny płoszczycowatych.

## Opis
Ciało silnie wydłużone, wałkowate, 8-10 razy dłuższe niż szerokie, nie licząc długości rurki oddechowej. Tylna krawędź przeplecza głęboko wcięta. Tarczka w kształcie rombu lub wycinka koła. Biodra przednich odnóży wydłużone, a uda smukłe z ząbkiem lub dwoma pośrodku zewnętrznej krawędzi. Rurka oddechowa bardzo długa lub krótka. Parasternity przez zagłębienie w podłużnych fałdach niewidoczne.

## Występowanie
W Polsce występuje tylko topielica.

## Systematyka
Do podrodziny tej należy ponad 100 gatunków z 4 rodzajów, w tym rodzaje Cercotmetus Amyot et Serville, 1843 i Ranatra Fabricius, 1790 z plemienia Ranatrini Douglas & Scott, 1865